# HEAVENイレブン
『HEAVENイレブン』（ヘブンイレブン）は、大和田秀樹による日本のサッカー漫画作品。『チャンピオンRED』（秋田書店）にて、2002年10月号から2005年4月号まで連載されていた。単行本は秋田書店（チャンピオンREDコミックス）刊、全5巻。

## 概要
瀬戸内海に浮かぶ鬼灯島にて生まれ育った西郷太平と大久保晃。ある事件をきっかけにサッカーに出会い、全国に名を轟かせるべく、仲間と共に幾多の苦難苦境を乗り越えて行く暴走究極サッカーギャグ漫画。
400年以上前から続いていた祭りで、島にある鬼灯町と港西町の2つの町の勝負で道覇（どうは）神社の2つの鳥居をゴールに見立て、11対11で足のみを使う仏渡棒瑠（フットボール）大祭があった。ルールも現代とほぼ同じだったらしい（ちなみにサッカーが現代のルールに制定されたのは19世紀）。その仏渡棒瑠（フットボール）大祭で60年前に起きた事件「道覇の悲劇」（どうはのひげき：元ネタはドーハの悲劇）以来、フットボールは禁句となり、サッカーを行わなくなった。
吐血、出血当たり前の作者独特の描写や、サッカーが題材にもかかわらず爆発描写が多い。女子選手もなぜか男子の試合に出場している（鬼灯高校は11人中2人が女子）。

## 登場人物
西郷 太平（さいごう たいへい）
背番号10
本編の主人公。サッカーのルールが覚えきれない位の『ヴァカ』。オフサイドの事を聞かれ『東京で流行っている甘いおかし』と答えた程。
後に必殺シュート（まさに必殺の威力。）の『ニライカナイ砲（キャノン）』を習得する。ポジションはFW。
ある事件で『ぺれ』と書いてあるボールを貰い受け、それがサッカーの神ペレがもたらしたものだと信じてやまない。
『ぺれ』ボールが複数あることを知ったときは『7つ集めると龍が・・・』と言う仮説を立てていた。
大久保 晃（おおくぼ あきら）
背番号7
太平の親友。実家は寺。その為高校を卒業すると坊主の修行をするため3年間サッカー漬けを決意し太平と共に鬼灯高校へと入学する。
主に暴走しがちな太平のツッコミ役でもある。よく女性にもてる。ポジションはMF。
鮫島 悠吾（さめじま ゆうご）
背番号1
元は静岡県出身のスーパーゴールキーパー。中学時代、全国大会で連続1000分間無失点記録を打ち立てる。同大会でPKも20本止めている。通称『悪魔の手（デビルハンド）』、一時はサッカーを捨てグレていたが、
サッカー部を立ち上げると聞いて、もともとは素直に入部する気だったが太平に煽られ勝負にて決めることになるも勝負が有耶無耶に。その後入部。ポジションはGK。
椿 ゆきえ （つばき ゆきえ）
背番号9
太平の他にサッカー部を立ち上げようとしていた人物。後に入部。マネージャー志望だったはずだがなぜかレギュラーに。
W杯を見てサッカー部を創立する気になったが、当時2004年のW杯ではなく、（当時流行っていたベッカムをおろかもののハナタレ小僧と言っていた。）
62〜70年のW杯イングランド代表ボビー・チャールトンに憧れサッカー部を創部しようとしていた。
素早い反応とシュート精度が売り。ポジションはMF。
名前は出ていないが、警死庁24時にも数コマだけ登場している。
遠山 一郎、二郎、三郎（とおやま いちろう、じろう、さぶろう）
背番号2，3，4
通称フラット3三兄弟。しかし元々の大久保の構想は4バックであったため打ちひしがれていたが、三島が入部した為解決した。
一卵性の三つ子のためか、1人の痛みを共有したり、アイコンタクトもなく3人同時にディフェンスラインを上げオフサイドトラップを仕掛けるなど不思議な感覚で繋がっているらしい。
後に3人縦に並び3人まったく同じ動きで相手の遠近感を狂わせる必殺技『聖（サン）トリニテ』を使う。
顔がどことなく同じ作者の作品機動戦士ガンダムさんのブライト・ノアに似ている。
三島 秀一（みしま しゅういち）
背番号5
3年生。フラット3三兄弟と同時期に入部した。鬼灯高校生徒会長。実家が病院を営んでおり本人も医の道を志しているが、勉強もサッカーもおろそかにはしないと公言した。
国立医大一本で目指すだけあり、頭はかなり切れる。鬼灯高校に再びサッカー部を創部の立役者。
表面的には爽やかだが内面はかなり黒い。親の独裁に嫌気がさし反旗を翻す。
豊かな体格を生かしたプレッシング、タックル、インターセプトが得意。ポジションはDF。
服部半太郎（はっとり はんたろう）
背番号11
均整の取れたボディと鋭い眼光とたたずまい。醸し出す雰囲気は只者ではないと思わせるが、実はスポーツ音痴で凄いバカと、もの凄い見掛け倒し。筋金入りの役立たずと言われている。本人曰く周りが勝手に過大評価するらしい。
本人にもあまりやる気は無く、役立たずを自覚している。
反面電子機器に強く、コンピュータウイルスなどを自作するなどの一面もある。
ポジションはMF。だが基本的に動かない。どころか、相手に「どけ」といわれただけでどいてしまうほどの役立たず。
小林 健吾（こばやし けんご）
背番号6
鮫島に無理やり入部させられたとにかくついてない男。しかし幾多もの災難に遭いながらも本人は結構ポジティブ。
よく攻撃されボロボロになっている。
結果的にアシストを決めたり時々ゴールを決めたりしているが、服部よりも役立たずと言われている。
ポジションはMF。
秋郷 小梅（あきごう こうめ）
背番号8
人の話を全く聞いておらず、無邪気な笑顔をふりまきながら人々に厄災をもたらす天然トラブルメーカー。
椿が、彼女の兄であるセパタクロー日本代表の秋郷猛に入部を頼み、小梅にユニフォーム作りを頼んだはずだったが、彼女の脳内で逆になっており、結果彼女が入部することになった。
通称「天使の顔を持つ悪魔（セラフィックデビル）」運動神経は無い。
ポジションはMF。
岡町 コージ（おかまち コージ）
背番号12
波名間高校の屋島が西郷を潰す為に5000円で差し向けた男。三島に5500円で買収及びスカウトされ入部。
シュート1本630円（税込み）の高校サッカー史上初のプロ契約部員（完全出来高制）。
屋島とは親戚。脅威のシュート威力と強力なマリーシアが得意。ポジションはFW。
岩田 源五郎（いわた げんごろう）
鬼灯高校サッカー部監督
大学得点王、元日本代表DFと輝かしい過去があるが足の怪我で挫折。戦略機械の異名をとっていた。
道覇神社の第五十四代宮司でもある。

## 書誌情報
チャンピオンREDコミックス〈秋田書店〉全5巻
- 1. ISBN 4-253-23083-0
  2. ISBN 4-253-23084-9
  3. ISBN 4-253-23085-7
  4. ISBN 4-253-23086-5